# Cophyla olgae
Cophyla olgae es una especie de anfibio anuro de la familia Microhylidae.

## Distribución geográfica
Esta especie es endémica del norte de Madagascar. Habita entre los 2294 y 2503 m de altitud en el macizo de Tsaratanana.

## Descripción
Cophyla olgae mide de 20 a 22 mm.

## Etimología
Esta especie lleva el nombre en honor a Olga Ramilijaona.

## Publicación original
- Rakotoarison, Glaw, Vieites, Raminosoa & Vences, 2012 : Taxonomy and natural history of arboreal microhylid frogs (Platypelis) from the Tsaratanana Massif in northern Madagascar with description of a new species. Zootaxa, n.º 3563, p. 1-25.[4]